# 古期造山帯
古期造山帯（こきぞうざんたい）は、古生代の造山運動を受けた場所。プレートテクトニクス理論以前からある古い用語であり、「造山」という語が山体の形成を想起させることから地形の区分のように扱われることもあるが、これは正しい説明ではない。古期造山帯にはなだらかな山脈も多く見られるが、それは造山運動およびその後の風化・侵食の結果に過ぎず、古期造山帯の本質ではない。
古生代以降、地形の変動が起こらず長期の侵食を受け続けた場所は、一般には平野や丘陵地となっていることが多く、山脈が残っていたとしてもなだらかな場合が多い。しかし、基盤岩とは無関係に山体が形成されるケースもあり、古期造山帯だからなだらかであるとは一概に言えない。そのような例として天山山脈や崑崙山脈が挙げられる。
炭田地帯と一致している場合が多いため、天然資源として石炭を多く産出することが多い。しかし、造山運動と地下資源の形成とは別のメカニズムであり、古期造山帯だけに石炭が産出するわけではない。
かつては地下資源の分布と造山帯が結びつけて考えられていたが、地下資源の形成の理解がすすみ、プレートテクトニクスによって大陸地殻の成長や山脈形成が説明されるようになった現在では地下資源の分布と造山帯を結びつけて考えることもなくなり、古期造山帯という用語が使われることは少なくなった。なお、中学校や高校において学習する地理では使われ続ける。

## 主な地形
- アパラチア山脈（アメリカ大陸）[2]
- スカンディナヴィア山脈（北ヨーロッパ）
- ウラル山脈（ロシア）
- ドラケンスバーグ山脈（南アフリカ）
- アルタイ山脈（ユーラシア大陸）
- モンゴル高原（東アジア）[2]
- 天山山脈（中国）
- グレートディヴァイディング山脈（オーストラリア大陸）
- ペニン山脈（イギリス）